# Niehterjávrre
Niehterjávrre, enligt tidigare ortografi Nietterjaure, är en sjö i Jokkmokks kommun i Lappland och ingår i Luleälvens huvudavrinningsområde. Sjön, som saknar synligt utflöde, har en area på 0,203 kvadratkilometer och ligger 1 165 meter över havet. Niehterjávrre ligger i Sarek Natura 2000-område.

## Delavrinningsområde
Niehterjávrre ingår i det delavrinningsområde (745871-160961) som SMHI kallar för Förgrening. Medelhöjden är 1 115 meter över havet och ytan är 59,67 kvadratkilometer. Det finns inga avrinningsområden uppströms utan avrinningsområdet är högsta punkten. Ábbmojåhkå avvattnar avrinningsområdet och vattnet fortsätter därefter genom Sijddoädno, Blackälven, Lilla Luleälven och Lule älv innan det når havet efter 308 kilometer.. Avrinningsområdet består mestadels av kalfjäll (99 procent). Avrinningsområdet har 0,56 kvadratkilometer vattenytor vilket ger det en sjöprocent på 0,9 procent.